# Ramphomicron
Ramphomicron és un gènere d'ocells de la subfamília dels lesbins (Lesbiinae) dins la família dels troquílids (Trochilidae).

## Taxonomia
Segons la Classificació del Congrés Ornitològic Internacional (versió 14.1, 2024) aquest gènere està format per dues espècies:
- colibrí beccurt negre (Ramphomicron dorsale).
- colibrí beccurt violaci (Ramphomicron microrhynchum).